# Kenia Rodríguez
Kenia Rodríguez (2 de marzo de 1973) es una deportista cubana que compitió en judo.
Ganó dos medallas en los Juegos Panamericanos, en los años 1991 y 1999, y cuatro medallas en el Campeonato Panamericano de Judo entre los años 1990 y 1998.

## Palmarés internacional
| Juegos Panamericanos    | Juegos Panamericanos            | Juegos Panamericanos | Juegos Panamericanos |
| Año                     | Lugar                           | Medalla              | Categoría            |
| ----------------------- | ------------------------------- | -------------------- | -------------------- |
| 1991                    | La Habana (Cuba)                | Medalla de bronce    | –56 kg               |
| 1999                    | Winnipeg (Canadá)               | Medalla de bronce    | –63 kg               |
| Campeonato Panamericano |                                 |                      |                      |
| Año                     | Lugar                           | Medalla              | Categoría            |
| 1990                    | Caracas (Venezuela)             | Medalla de plata     | –56 kg               |
| 1996                    | San Juan (Puerto Rico)          | Medalla de oro       | –61 kg               |
| 1997                    | Guadalajara (México)            | Medalla de plata     | –61 kg               |
| 1998                    | Santo Domingo (Rep. Dominicana) | Medalla de oro       | –63 kg               |